# 翁贝托·帕内拉伊
翁贝托·帕内拉伊（義大利語：Umberto Panerai，1953年3月13日—），意大利男子水球运动员。他曾代表意大利参加1976年和1980年夏季奥林匹克运动会水球比赛，其中1976年奥运会收获一枚银牌。